# Fall-referentstudie
En fall–referentstudie eller fall–kontrollstudie (engelska case-control study eller "case-referent study") är en vetenskaplig studie som utgår från patientfall med sjukdomen som ska studeras, samt friska referenser. Detta kan ses som en naturlig utvidgning av en tvärsnittstudie. 
Då man till exempel studerar etiologin bakom en sjukdom kan första fasen bestå i att undersöka ett representativ urval från populationen för att identifiera högrisk- (alt. lågrisk-) grupper, från vilka sedan en mer detaljerad information kan hämtas. Utvidgningen består sedan i att jämföra och analysera patientfallens tidigare exponering (levnadsmönster, arbetsmiljö, läkemedel etc.) med sådana utan sjukdom (kontrollerna).
Referenserna kan matchas mot fallen med avseende på kön och ålder för att bortse från eventuella köns- och åldersvariationer.
Fall–referentstudien är vanligen retrospektiv. Den startar med effekten och går bakåt i tiden och händelsekedjan för att ta reda på orsaken. Ett problem med retrospektiva studier är att säkerställa att exponeringen verkligen inträffade före insjuknandet.